# Gerhard Schwarz (Journalist)
Gerhard Schwarz (* 19. April 1951 in Hard, Österreich; heimatberechtigt in St. Gallen) ist ein schweizerisch-österreichischer Publizist und Autor. Er war von 2010 bis 2016 Direktor der wirtschaftsliberalen Denkfabrik Avenir Suisse. Zuvor war er von 1981 bis 2010 Wirtschaftsredaktor der Neuen Zürcher Zeitung, von 2008 bis 2010 auch deren stellvertretender Chefredaktor.

## Leben
Nach der Matura am humanistischen Gymnasium in Bregenz begann Schwarz 1969 ein Studium der Volks- und Betriebswirtschaftslehre an der Hochschule St. Gallen, das er 1973 abschloss. Danach war er mehrere Jahre lang Assistent bei Walter Adolf Jöhr und absolvierte Studienaufenthalte in Great Barrington, USA, und Bogotá, Kolumbien. 1980 promovierte er mit einer entwicklungsökonomischen Arbeit über Kolumbien: «Mikroindustrialisierung: Handwerk und Angepasste Technologie». Nach kurzer Tätigkeit für die Hilti AG in Schaan trat Schwarz 1981 in die Wirtschaftsredaktion der Neuen Zürcher Zeitung ein. Von 1982 bis 1986 war er deren Wirtschaftskorrespondent in Paris, ab Anfang 1987 Wirtschaftsredaktor in Zürich. 1994 wurde er Leiter der Wirtschaftsredaktion, 2008 zusätzlich stellvertretender Chefredaktor.
Vom Wintersemester 1989/90 bis zum Wintersemester 2013/14 nahm Schwarz einen Lehrauftrag an der Universität Zürich wahr. 1995 absolvierte er das Advanced Management Program der Harvard Business School in Cambridge, USA. Vom 1. November 2010 bis 31. März 2016 leitete Schwarz als Nachfolger von Thomas Held die Denkfabrik Avenir Suisse in Zürich und Genf.
Schwarz ist Mitglied der Mont Pèlerin Society; er war von 2014 bis 2016 deren Vizepräsident und zuvor von 2002 bis 2011 Vorsitzender der Friedrich A. von Hayek-Gesellschaft. Er war bis 2010 Vorstandsmitglied des Vereins zur Herausgabe der Schweizer Monatshefte, für die er zahlreiche Aufsätze verfasste, und ist Präsident der 1973 vom amerikanischen Ökonomen und Wissenschaftsphilosophen Edward C. Harwood gegründeten Progress Foundation, die wissenschaftliche Forschung auf dem Gebiet der sozio-ökonomischen Entwicklung der Menschheit unterstützt.
Als Wirtschaftschef der NZZ, der lieber die Reflexion statt die Recherche pflegte, schuf sich Schwarz seinen Ruf als liberaler Vordenker. Seine stark beachteten Leitartikel galten in der Redaktion als «ordoliberale Hirtenbriefe». 1995 wirkte er massgeblich am von 19 Wirtschaftsführern und Ökonomen verfassten «Weissbuch» mit, das unter dem Titel Mut zum Aufbruch liberale Reformen für die an Wachstumsschwäche leidende Schweiz anregte und eine heftige politische Debatte auslöste. Obwohl in der Schweizer Wirtschaftselite stark vernetzt, scheute sich Schwarz aufgrund seiner moralisch konservativen Haltung aber nicht, Lohnexzesse und Führungsversagen in Finanzinstituten und Industriefirmen anzuprangern.
Jürgen Nordmann zählt Schwarz zu den herausragenden neoliberalen Journalisten («second hand dealers in ideas» sensu Hayek) im deutschsprachigen Zeitungssektor.
Gerhard Schwarz ist verheiratet, hat drei erwachsene Töchter und lebt in Zürich. Er wurde 1982 in der Schweiz eingebürgert und ist schweizerisch-österreichischer Doppelbürger.

## Auszeichnungen
- 1996: Ludwig-Erhard-Preis für Wirtschaftspublizistik (zusammen mit Juergen B. Donges)

- 2009: Jahrespreis der Stiftung für Abendländische Ethik und Kultur[13]

## Publikationen
Als Autor
- Mikroindustrialisierung: Handwerk und Angepasste Technologie als Elemente einer alternativen Entwicklung – Kolumbien als empirischer Bezug. Dissertation, Hochschule St. Gallen, 1980. Rüegger, Diessenhofen 1980, ISBN 3-7253-0111-5.
- Ausländische Direktinvestitionen und Entwicklung: Eine umfassende Evaluierung – Das Beispiel der Zementfabrik INCSA in Costa Rica. Rüegger, Diessenhofen 1980, ISBN 3-7253-0104-2.
- Ordnungspolitische Sorglosigkeit als Wettbewerbsnachteil: Schwindender Vorsprung der Schweiz (Schriftenreihe Zeitthemen. Nr. 6). Arbeitskreis Kapital und Wirtschaft, Zürich 1990.
- Die «soziale Kälte» des Liberalismus: Versuch einer Klärung. Comdok, St. Augustin 1992, ISBN 3-89351-074-5.
- Zuviel Marktwirtschaft? (= Zeitfragen der schweizerischen Wirtschaft und Politik. Nr. 146). Redressement National, Zürich 1997.
- mit R. James Breiding: Wirtschaftswunder Schweiz. Ursprung und Zukunft eines Erfolgsmodells. Neue Zürcher Zeitung, 3. Auflage, Zürich 2016, ISBN 978-3-03823-645-0.
- Die Schweiz hat Zukunft. Von der positiven Kraft der Eigenart. NZZ Libro, Schwabe Verlagsgruppe AG, Zürich 2021, ISBN 978-3-03810-446-9.

Als Herausgeber
- Wo Regeln bremsen… Deregulierung und Privatisierung im Vormarsch. Neue Zürcher Zeitung, Zürich 1988, ISBN 3-85823-216-5.
- Das Soziale der Marktwirtschaft. Neue Zürcher Zeitung, Zürich 1990, ISBN 3-85823-276-9.
- mit Robert Nef: Neidökonomie: Wirtschaftspolitische Aspekte eines Lasters. Neue Zürcher Zeitung, Zürich 2000, ISBN 3-85823-859-7.
- mit Uwe Justus Wenzel: Lust und Last des Liberalismus: Philosophische und ökonomische Perspektiven. Neue Zürcher Zeitung, Zürich 2006, ISBN 3-03823-249-1.
- mit Gerd Habermann und Claudia Aebersold: Die Idee der Freiheit: Eine Bibliografie von 111 Werken der liberalen Geistesgeschichte. Neue Zürcher Zeitung, Zürich 2007, ISBN 978-3-03823-329-9.
- Vertrauen: Anker einer freiheitlichen Ordnung. Neue Zürcher Zeitung, Zürich 2007, ISBN 978-3-03823-330-5.
- mit R. James Breiding: Wirtschaftswunder Schweiz. Ursprung und Zukunft eines Erfolgsmodells. Neue Zürcher Zeitung, 3. Auflage, Zürich 2016, ISBN 978-3-03823-645-0.
- mit Michael Wohlgemuth: Das Ringen um die Freiheit. Hayeks Verfassung der Freiheit nach 50 Jahren. NZZ Libro, Zürich 2011, ISBN 978-3-03823-712-9.
- mit Ernst Fehr: Psychologische Grundlagen der Ökonomie. Neue Zürcher Zeitung, 3. Auflage, Zürich 2003, ISBN 3-85823-958-5.
- mit Karen Horn: Der Wert der Werte. Über die moralischen Grundlagen der westlichen Zivilisation. NZZ Libro, Zürich 2012, ISBN 978-3-03823-745-7.
- mit Urs Meister: Ideen für die Schweiz. 44 Chancen, die Zukunft zu gewinnen. NZZ Libro, 2013, ISBN 978-3-03823-821-8.
- mit Beat Sitter-Liver et al.: Religion, Liberalität und Rechtsstaat. NZZ Libro, Zürich 2015, ISBN 978-3-03810-022-5.
- mit Philipp Bagus: Die Entstaatlichung des Geldes. NZZ Libro, Zürich 2014, ISBN 978-3-03823-886-7.
- mit Patrik Schellenbauer: Bilateralismus – was sonst? Eigenständigkeit trotz Abhängigkeit. NZZ Libro, Zürich 2015, ISBN 978-3-03810-150-5.
- mit Karen Horn: Watch the Swiss. Insights and outlooks from abroad. NZZ Libro, Zürich 2015, ISBN 978-3-03823-821-8.